# Пантелеимон (Склавос)
Митрополит Пантелеимон (греч. Μητροπολίτης Παντελεήμων, в миру Гео́ргиос Скла́вос, греч. Γεώργιος Σκλάβος; род. 24 августа 1936, Салоники, Греция) — епископ Константинопольской православной церкви на покое, титулярный митрополит Вриульский (с 2018).

## Биография
Родился 24 августа 1936 года в Салониках, в Греции.
В 1959 году окончил Халкинскую богословскую школу, где 17 ноября 1957 года митрополитом Принкипонисским Дорофеем (Георгиадисом) рукоположён в сан диакона.
6 июля 1961 года митрополитом Фессалоникским Пантелеимоном (Папагеоргиу) был рукоположён в сан иерея, после чего служил священником в храме святого Елевферия в Салониках.
В 1964 году переведён служить в Австралийскую архиепископию, где назначен настоятелем греческого прихода в Аделаиде, в Австралии. В 1970 году служил в Сиднее.
8 декабря 1970 года Священный Синод Константинопольской православной церкви избрал его титулярным епископом Феупольским. 1 января 1971 года был рукоположён в сан титулярного епископа Феупольского, викария Австралийской архиепископии. Хиротонию совершили архиепископом Австралийский Иезекииль (Цукалас), епископом Ларисский Гавриил (Рамлауи) (Антиохийский патриархат) и епископом Зинопольский Аристарх (Мавракис).
Служил эпитропом в Сиднее (1971—1972), Мельбурне (1972—1975 и 1979—1984) и Аделаиде (1975—1979), где основал ряд греческих приходов.
В 1984 году вышел на покой и возвратился в Салоники, где преподавал богословие в ряде церковных школ.
9 января 2018 года решением Священного Синода Константинопольского Патриархата назначен титулярным митрополитом Вриульским.